# Watford F.C.
Câu lạc bộ bóng đá Watford (Tiếng Anh: Watford Football Club, Watford F.C. hay Watford) là câu lạc bộ bóng đá chuyên nghiệp của Anh đặt trụ sở tại Hertfordshire, Anh. Đội bóng còn được biết đến với biệt danh the Hornets the deer. Thành lập năm 1881 với tên Watford Rovers, Câu lạc bộ tham gia FA Cup lần đầu tiên năm 1886, và giải Southern League một thập kỉ sau đó.
Sau khi kết thúc mùa 1914-15 với chức vô địch giải Southern League dưới sự dẫn dắt của Harry Kent, Watford gia nhập giải Football League (năm 1920). Giai đoạn đầu mới thành lập, câu lạc bộ phải thi đấu ở nhiều địa điểm khác nhau trước khi chuyển đến trụ sở lâu dài tại Vicarage Road vào năm 1922; nơi này ngày nay vẫn là đại bản doanh của câu lạc bộ. Phần lớn thời gian 50 năm sau đó, Watford chơi ở các hạng đấu thấp của Football League; trong giai đoạn này, câu lạc bộ cũng nhiều lần thay đổi thiết kế và màu sắc trang phục thi đấu.
Watford có thời kỳ được dẫn dắt bởi huấn luyện viên tương lai của tuyển Anh Graham Taylor; chính ông là người đã đưa Watford lên một tầm cao mới. Trong nhiệm kỳ đầu của mình (từ năm 1977 đến năm 1987), Taylor giúp Watford từ một câu lạc bộ thi đấu ở giải hạng 4 (Fourth Division) lên chơi giải hạng Nhất (First Division) và giành được một số thành tích nhất định: Á Quân giải hạng nhất mùa 1982-83, được thi đấu Cúp UEFA mùa 1983-84, vào đến chung kết Cúp FA năm 1984.Jones 1996, p. 275. Giai đoạn 10 năm sau đó (1987-1997), Watford trở nên sa sút trước khi Taylor trở lại làm huấn luyện viên trưởng. Ông lại góp công dẫn dắt câu lạc bộ từ một đội bóng hạng Hai (Second Division) lên chơi giải bóng đá chuyên nghiệp Premier League. Mùa giải 2013-2014, Watford thi đấu tại Giải vô địch bóng đá Anh – giải đấu cao thứ hai của bóng đá Anh.
Watford hiện đang thuộc sở hữu của Gia đình Pozzo; đây cũng là chủ nhân của các câu lạc bộ Udinese Calcio ở Ý, Granada CFở Tây Ban Nha. Elton John, chủ sở hữu câu lạc bộ trong cả hai giai đoạn thành công dưới thời Graham Taylor, cùng với ông này, là những chủ tịch danh dự của câu lạc bộ.
Năm 2015, Watford đoạt quyền lên hạng sau khi giành vị trí á quân tại Giải Hạng Nhất (mất ngôi đầu vào tay AFC Bournemouth ở vòng cuối). Họ sẽ chơi ở Giải Ngoại hạng từ mùa giải sau

## Lịch sử

### Những mùa giải đầu tiên
Watford Rovers được thành lập năm 1881 bởi Henry Groverand, người tiếp tục chơi cho câu lạc bộ ở vị trí hậu vệ. Rovers ban đầu chỉ toàn các cầu thủ nghiệp dư, tổ chức những trận sân nhà tại một vài địa điểm của thị trấn Watford. Đội bóng lần đầu tiên thi đấu tại cúp FA trong mùa 1886-87, và năm 1989 Watford đoạt cúp County Cup lần đầu tiên. Đội đã trở thành một phần bóng đá của những câu lạc bộ thể thao Tây Hertfordshire và sau đó chuyển đến một vùng đất trên đường Cassio. Sau khi đổi tên là Tây Hertfordshire năm 1893, Rovers gia nhập Southern Football League năm 1986, và bắt đầu trả lương những cầu thủ bóng đá chuyên nghiệp năm 1987. Tây Hertfordshire sáp nhập với kình địch cùng địa phương Watford St Mary năm 1898; đội sau khi sáp nhập được đặt tên là câu lạc bộ bóng đá Watford.

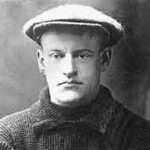
Cầu thủ phục vụ lâu năm Skilly Williams là lựa chọn đầu tiên của Watford cho vị trí thủ môn từ năm 1914 đến 1926.

Sau khi bị rớt xuống giải Southern League Second Division (giải Hạng hai miền nam) năm 1903, Watford bổ nhiệm huấn luyện viên trưởng đầu tiên của đội - cựu vua phá lưới giải Hạng nhất và tuyển thủ Anh John Goodall. Ông là người dẫn dắt Watford thăng hạng và giữ đội bóng ở trong giải đấu đến khi ông ra đi năm 1910. Mặc dù có những hạn chế về tài chính, Watford vẫn đoạt danh hiệu Southern League trong mùa 1914-15 dưới thời người kế nhiệm Harry Kent. Watford giữ chức vô địch trong năm năm sau khi Southern League bị gián đoạn trong lúc diễn ra thế chiến thứ nhất - sau khi kết thúc mùa 1919-20 ở vị trí á quân trên bàn thắng trung bình, câu lạc bộ đã từ bỏ giải Southern League để gia nhập giải đấu mới Football League Third Division.

### Thời kì hậu chiến tranh

Biểu đồ thứ hạng hàng năm của Watford tại giải đấu bóng đá Anh.

Khi bóng đá trở lại năm 1946 thì Watford vẫn nằm trong giải Third Division South (giải hạng ba phía Nam). Việc kết thúc ở vị trí 23 trong mùa 1950-51 nghĩa là câu lạc bộ phải áp dụng bỏ phiếu bầu vào giải đấu thêm một lần, song một lần nữa những đội bóng ở giải Hạng nhất và Hạng hai đều nhất trí bỏ phiếu cho Watford ở lại giải đấu. McBain trở lại năm 1956, và đội bóng ở lại giải đến năm 1958; giải được tái cấu trúc thành bốn hạng đấu vô địch quốc gia cho mùa 1958-59 và Watford được xếp ở giải hạng bốn. Ron Burgess thay thế McBain trong mùa giải đó, và nối tiếp là chiến dịch Burgess nắm quyền quảng bá giải bóng đá đầu tiên của Watford. Đội bóng này bao gồm vua phá lưới giải hạng Bốn Cliff Holton, người lập kỷ lục 42 bàn thắng tại giải đấu trong mùa đó. Holton được bán cho Northampton sau khi ghi 34 bàn thắng khác, làm số đông người hâm mộ rất giận dữ. Burgess được kế nhiệm bởi Bill McGarry, người mua những cầu thủ mới như Charlie Livesey và Ron Saunders, và mùa giải duy nhất tại câu lạc bộ của ông đã đưa đội bóng đến thứ hạng cao nhất họ từng có được: vị trí thứ ba tại giải Hạng ba. Thủ môn 18 tuổi người Bắc Ireland Pat Jennings cũng góp mặt dưới triều đại McGarry và có trận ra mắt quốc tế dù anh chỉ là một cầu thủ ở giải Hạng ba.

### Thời kì Elton John
Người hâm mộ Watford suốt đời là Elton John trở thành chủ tịch câu lạc bộ năm 1976. Ca sĩ này tuyên bố tham vọng sẽ đưa đội bóng tiến đến giải Hạng nhất và sa thải người kế nhiệm của Kirby là Mike Keen vào tháng 4 năm 1977. Khi Graham Taylor được bổ nhiệm thay thế Keen, câu lạc bộ vẫn đang ở giải Hạng bốn. Taylor đã có bước thăng tiến trong mùa giải đầu tiên của ông; Watford đoạt danh hiệu giải Hạng bốn, thiết lập kỷ lục nhiều chiến thắng nhất, ít trận thua nhất, nhiều bàn thắng nhất và ít bàn thủng lưới nhất trong giải đấu. Bước tiến đến giải Hạng hai diễn ra ở mùa kế tiếp 1978–79, và Ross Jenkins kết thúc mùa giải khi trở thành vua phá lưới của giải đấu với 29 bàn thắng. Watford củng cố vững chắc vị trí thứ 18 và 9 khi kết thúc hai mùa giải sau đó, đồng thời đảm bảo việc thăng hạng lên chơi tại giải Hạng nhất lần đầu tiên trong mùa 1981-82, kết thúc mùa ở vị trí á quân sau kình địch Luton Town.
Watford bắt đầu mùa 1982-83 với bốn chiến thắng trong năm trận mở màn giải đấu; trong khoảng bảy năm, câu lạc bộ đã leo từ vị trí dưới đáy hạng đấu thấp nhất của The Football League lên vị trí đầu bảng của hạng đấu cao nhất. Watford không thể duy trì thách thức bảo vệ ngôi vương, nhưng cuối cùng kết thúc mùa giải ở vị trí thứ hai sau Liverpool, đảm bảo một tấm vé dự UEFA Cup ở mùa giải kế tiếp. Luther Blissett kết thúc mùa là vua phá lưới First Division, trước khi ký hợp đồng với câu lạc bộ Ý ở Serie A là Milan với giá 1 triệu £ vào cuối mùa giải đó. Sau đó họ tiến đến trận chung kết cúp FA 1984, nơi đội để thua trước Everton. Sau khi dẫn dắt Watford kết thúc ở vị trí thứ chín trong mùa 1986-87, Taylor đã rời câu lạc bộ để đến huấn luyện Aston Villa.

### Quản lý

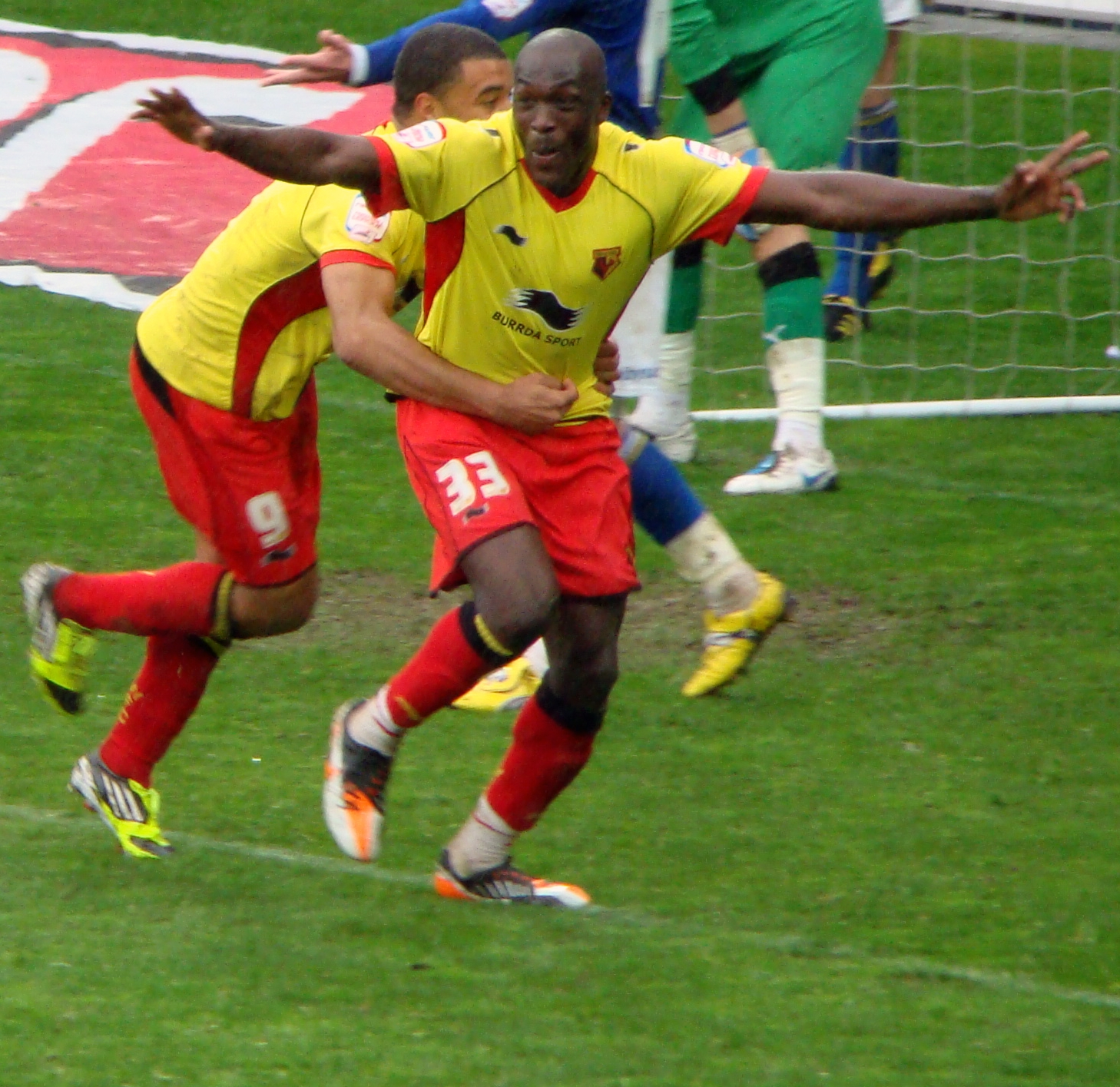
Nyron Nosworthy ăn mừng pha lập công vào lưới Cardiff City trong mùa 2011–12.

Tình hình tài chính yếu kém của Watford lộ rõ vào mùa 2002-03 sau sự phá sản của ITV Digital. Câu lạc bộ đang đối mặt với việc quản lý, nhưng một thỏa thuận của cầu thủ và nhân viên khi hoãn lương 12% đã giúp cho dòng tiền mặt của đội, và việc tiến đến bán kết cúp FA cũng đem lại nguồn thu nhập quan trọng. Những khó khăn tài chính khiến một lượng lớn cầu thủ thanh lý hợp đồng mùa hè năm đó. Sau khi trụ vững trong mùa 2003-04, mùa giải tiếp theo khởi đầu thuận lợi với việc câu lạc bộ nằm ở nửa trên Championship vào cuối tháng 9. Tuy nhiên tình trạng nghèo nàn khiến câu lạc bộ rơi xuống đáy bảng xếp hạng. Mặc dù tiến tới trận bán kết League Cup, tình hình tài chính của Watford không được cải thiện làm Lewington bị sa thải vào tháng 3 năm 2005. Người kế nhiệm của ông là Aidy Boothroyd tiếp tục công việc đưa câu lạc bộ trụ lại tại Championship.

### Trở lại giải Ngoại hạng
Watford kết thúc ở vị trí thứ ba tại giải trong mùa giải trọn vẹn đầu tiên của Boothroyd và đánh bại Leeds United 3-0 trong trận play-off thăng hạng lên chơi ở Premier League. Nhưng đội bóng đã không có nổi một chiến thắng tại giải Ngoại hạng đến tháng 11, và Ashley Young bị bán cho Aston Villa với mức phí chuyển nhượng kỷ lục của câu lạc bộ 9.65 triệu £ vào tháng 1 năm 2007. Watford kết thúc ở đáy bảng xếp hạng với vỏn vẹn năm trận thắng nhưng tiến tới trận bán kết cúp FA. Boothroyd tiếp tục làm huấn luyện viên và chi tiêu khá nặng tay để mua cầu thủ, trong đó bao gồm mức phí kỷ lục 3.25 triệu £ của câu lạc bộ cho Nathan Ellington. Watford dẫn đầu Championship sớm với khoảng cách vài điểm trong mùa 2007-08 nhưng chỉ kết thúc ở vị trí thứ sáu; đội bóng của Boothroyd còn bị thua thảm hại 6-1 trước Hull City trong trận bán kết play-off. Boothroyd rời câu lạc bộ theo thỏa thuận chung sau ba tháng vào mùa 2008-09 khi Watford đứng ở vị trí thứ 21 trên bảng xếp hạng Championship.

### Thời kì gia đình Pozzo

#### Championship
Sau mùa giải 2012-13 thành công khi chứng kiến một giải đấu tốt nhất với 65 bàn ghi được, cuối cùng Watford kết thúc ở vị trí thứ ba tại Championship, suýt nữa bỏ lỡ cơ hội thăng hạng khi kém hai điểm sau Hull. Trong trận bán kết play-off thăng hạng, Watford bị Leicester City 1-0 ở lượt đi, nhưng thắng 3-1 trên sân nhà khi Troy Deeney lập công ở phút bù giờ cuối cùng sau khi Leicester bỏ lỡ trên chấm phạt đền để tiến đến trận chung kết. Watford bị Crystal Palace đánh bại 2-1 trong trận chung kết 1-0 bởi bàn thắng ở hiệp phụ của Kevin Phillips.
Watford tiến vào mùa 2013-14 một cách tràn đầy tự tin. Họ bắt đầu mùa giải với những kết quả tích cực, bao gồm chiến thắng 6-1 trước Bournemouth và 5-1 trước Barnsley. Tuy nhiên phong độ của câu lạc bộ sớm giảm xuống và Watford đã vật lộn khi thua năm trận sân nhà liên tiếp. Chính phong độ túng thiếu này cuối cùng dẫn đến sự ra đi của Gianfranco Zola khỏi câu lạc bộ. Vào tháng 12 năm 2013, Watford bổ nhiệm Beppe Sannino làm huấn luyện viên trưởng mới và kết thúc mùa 2013-14 ở vị trí thứ 13.

#### Premier League
Slaviša Jokanović rời Watford vào cuối bản hợp đồng một năm sau khi anh và câu lạc bộ không đạt được thỏa thuận gia hạn hợp đồng mới; thay thế ông là huấn luyện viên người Tây Ban Nha Quique Sánchez Flores. Trận đấu đầu tiên của Watford trong lần trở lại sân chơi giải Ngoại hạng là trận hòa 2-2 với Everton. Watford tiến tới trận bán kết cúp FA với bàn thắng tuyệt với của tiền vệ Adlène Guedioura.

## Lịch sử áo đấu
Màu áo thi đấu của Watford đã thay đổi đáng kể trong tiến trình lịch sử của câu lạc bộ. Mùa áo đặc trưng của Watford kết hợp khác nhau của các sọc màu đỏ, xanh lá cây và màu vàng, trước khi một màu sắc mới là màu đen và trắng đã được thông qua cho mùa giải 1909-1910. Những màu sắc kể trên được giữ lại cho đến những năm 1920, khi câu lạc bộ giới thiệu một chiếc áo sơ mi màu xanh và quần màu trắng. Sau đó, có sự thay đổi về màu áo sơ mi vàng và quần ngắn màu đen trong mùa giải 1959-1960. Cho đến năm 1976, khi hai màu chủ đạo là màu đỏ và màu vàng được thống nhất lại thành màu vàng. Đó là màu sắc mà Câu lạc bộ vẫn tiếp tục sử dụng trong màu áo truyền thống vào thế kỷ 21.

### Những nhà sản xuất và tài trợ áo đấu
| Thời gian | Nhà sản xuất   | Nhà tài trợ      |
| --------- | -------------- | ---------------- |
| 1974–1982 | Umbro          | —                |
| 1982–1985 | Umbro          | Iveco            |
| 1985–1988 | Umbro          | Solvite          |
| 1988–1989 | Umbro          | Eagle Express    |
| 1989–1991 | Umbro          | Herald & Post    |
| 1991–1993 | Bukta          | RCI              |
| 1993–1995 | Hummel         | Blaupunkt        |
| 1995–1996 | Mizuno         | Blaupunkt        |
| 1996–1998 | Mizuno         | CTX              |
| 1998–1999 | Le Coq Sportif | CTX              |
| 1999–2001 | Le Coq Sportif | Phones 4u        |
| 2001–2003 | Kit@           | Toshiba          |
| 2003–2005 | Kit@           | Total            |
| 2005–2007 | Diadora        | Loans.co.uk      |
| 2007–2009 | Diadora        | Beko             |
| 2009–2010 | Joma           | Evolution HDTV   |
| 2010–2012 | Burrda         | Burrda           |
| 2012–2013 | Puma           | Football Manager |
| 2013–2016 | Puma           | 138.com          |
| 2016–     | Dryworld       | 138.com          |

## Sân vận động

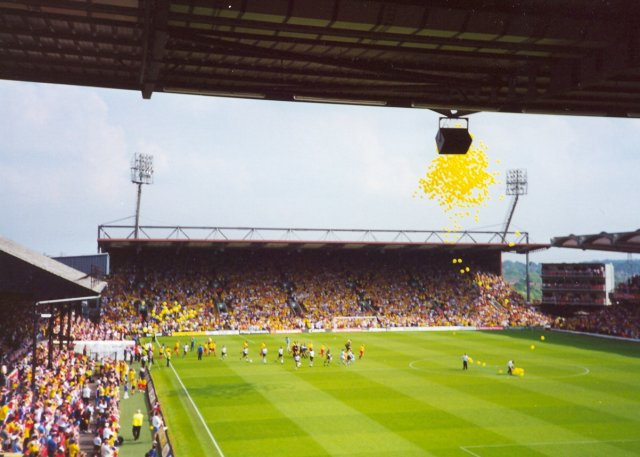
Người hâm mộ của Watford tại sân Vicarage Road, vào cuối mùa giải 1999–2000

Watford Rovers từng chơi tại một số sân vào cuối thế kỷ 19, bao gồm Cassiobury Park, Vicarage Meadow và Market Street, Watford. Năm 1890, đội bóng chuyển đến đường Cassio và ở đó trong 32 năm, trước khi chuyển đến sân vận động hiện tại của Watford ở gần đường Vicarage. Sân vận động mới ban đầu do Nhà máy bia Benskins sở hữu; câu lạc bộ thuê sân cho đến năm 2001 khi họ mua được toàn quyền sở hữu đất. Tuy nhiên tình hình tài chính của đội bóng trở nên tồi tệ sau thương vụ trên, và năm 2002 Watford bán sân với giá 6 triệu £ đi kèm với thỏa thuận Watford được phép mua lại sân vận động với giá 7 triệu £ trong tương lai. Watford đã nhận quyền lựa chọn năm 2004 khi sử dụng một chiến dịch ủng hộ và tài trợ của những người hâm mộ gọi là "Hãy mua lại sân Vic".

## Cầu thủ
Tính đến 8 tháng 9 năm 2021
Ghi chú: Quốc kỳ chỉ đội tuyển quốc gia được xác định rõ trong điều lệ tư cách FIFA. Các cầu thủ có thể giữ hơn một quốc tịch ngoài FIFA.
| Số | VT | Quốc gia    | Cầu thủ                          |
| -- | -- | ----------- | -------------------------------- |
| 1  | TM | Anh         | Ben Foster                       |
| 2  | HV | Anh         | Jeremy Ngakia                    |
| 3  | HV | Anh         | Danny Rose                       |
| 4  | TV | Nigeria     | Peter Etebo (mượn từ Stoke City) |
| 5  | HV | Nigeria     | William Troost-Ekong             |
| 6  | TV | Maroc       | Imran Louza                      |
| 7  | TĐ | Na Uy       | Joshua King                      |
| 8  | TV | Anh         | Tom Cleverley (đội phó)          |
| 9  | TĐ | Anh         | Troy Deeney (đội trưởng)         |
| 10 | TĐ | Brasil      | João Pedro                       |
| 11 | HV | Maroc       | Adam Masina                      |
| 12 | TV | Thụy Điển   | Ken Sema                         |
| 15 | HV | Bắc Ireland | Craig Cathcart                   |
| 16 | TV | Anh         | Dan Gosling                      |
| 17 | TĐ | Anh         | Ashley Fletcher                  |
| 18 | TV | Thổ Nhĩ Kỳ  | Ozan Tufan (mượn từ Fenerbahçe)  |

| Số | VT | Quốc gia         | Cầu thủ             |
| -- | -- | ---------------- | ------------------- |
| 19 | TV | Pháp             | Moussa Sissoko      |
| 20 | TV | Bồ Đào Nha       | Domingos Quina      |
| 21 | HV | Tây Ban Nha      | Kiko Femenía        |
| 23 | TĐ | Sénégal          | Ismaïla Sarr        |
| 25 | TĐ | Nigeria          | Emmanuel Dennis     |
| 26 | TM | Áo               | Daniel Bachmann     |
| 27 | HV | Bỉ               | Christian Kabasele  |
| 29 | TĐ | Colombia         | Cucho Hernández     |
| 31 | HV | Chile            | Francisco Sierralta |
| 32 | HV | Anh              | Mattie Pollock      |
| 33 | TV | Slovakia         | Juraj Kucka         |
| 34 | TĐ | Anh              | Kwadwo Baah         |
| 35 | TM | Cộng hòa Ireland | Rob Elliot          |

#### Cho mượn
Ghi chú: Quốc kỳ chỉ đội tuyển quốc gia được xác định rõ trong điều lệ tư cách FIFA. Các cầu thủ có thể giữ hơn một quốc tịch ngoài FIFA.
| Số | VT | Quốc gia   | Cầu thủ                                                  |
| -- | -- | ---------- | -------------------------------------------------------- |
| 18 | TĐ | Jamaica    | Andre Gray (tại Queens Park Rangers đến 31 tháng 5 2022) |
| 20 | TV | Bồ Đào Nha | Domingos Quina (tại Fulham đến 31 tháng 5 2022)          |
| 24 | TV | Nigeria    | Tom Dele-Bashiru (tại Reading đến 31 tháng 5 2022)       |
| 32 | HV | Anh        | Mattie Pollock (tại Cheltenham Town đến 31 tháng 5 2022) |
| 36 | TĐ | Anh        | Joseph Hungbo (tại Ross County đến 31 tháng 5 2022)      |

| Số | VT | Quốc gia  | Cầu thủ                                                         |
| -- | -- | --------- | --------------------------------------------------------------- |
| —  | TM | Thụy Điển | Pontus Dahlberg (tại Doncaster Rovers đến 31 tháng 5 2022)      |
| —  | TĐ | Scotland  | Dapo Mebude (tại AFC Wimbledon đến 31 tháng 5 2022)             |
| —  | TĐ | Đan Mạch  | Philip Zinckernagel (tại Nottingham Forest đến 31 tháng 5 2022) |
| —  | TĐ | Argentina | Ignacio Pussetto (tại Udinese đến 30 tháng 6 2022)              |
| —  | TĐ | Venezuela | Adalberto Peñaranda (tại UD Las Palmas đến 30 tháng 6 2022)     |

## Các quan chức câu lạc bộ
| Chức vụ                         | Tên                   |
| ------------------------------- | --------------------- |
| Huấn luyện viên trưởng          | Slaviša Jokanović     |
| Trợ lý 1                        | Ruben Martinez        |
| Trợ lý 2                        | Javier Pereira        |
| Trợ lý 3                        | Dean Austin           |
| Giám đốc điều hành              | Luke Dowling          |
| Huấn luyện viên trưởng học viện | Chris McGuane         |
| Huấn luyện viên thủ môn         | Alec Chamberlain      |
| Huấn luyện viên thủ môn         | Paolo De Toffol       |
| Bác sĩ                          | Richard Collinge      |
| Bác sĩ vật lý trị liệu          | Kevin Powell          |
| Trưởng ban Khoa học Thể thao    | Giovanni Brignardello |
| Phân tích hiệu suất             | Ben Dixon             |
| Quản lý áo đấu                  | Will Jones            |
| Huấn luyện viên thể lực         | Alberto Escobar       |

## Danh hiệu

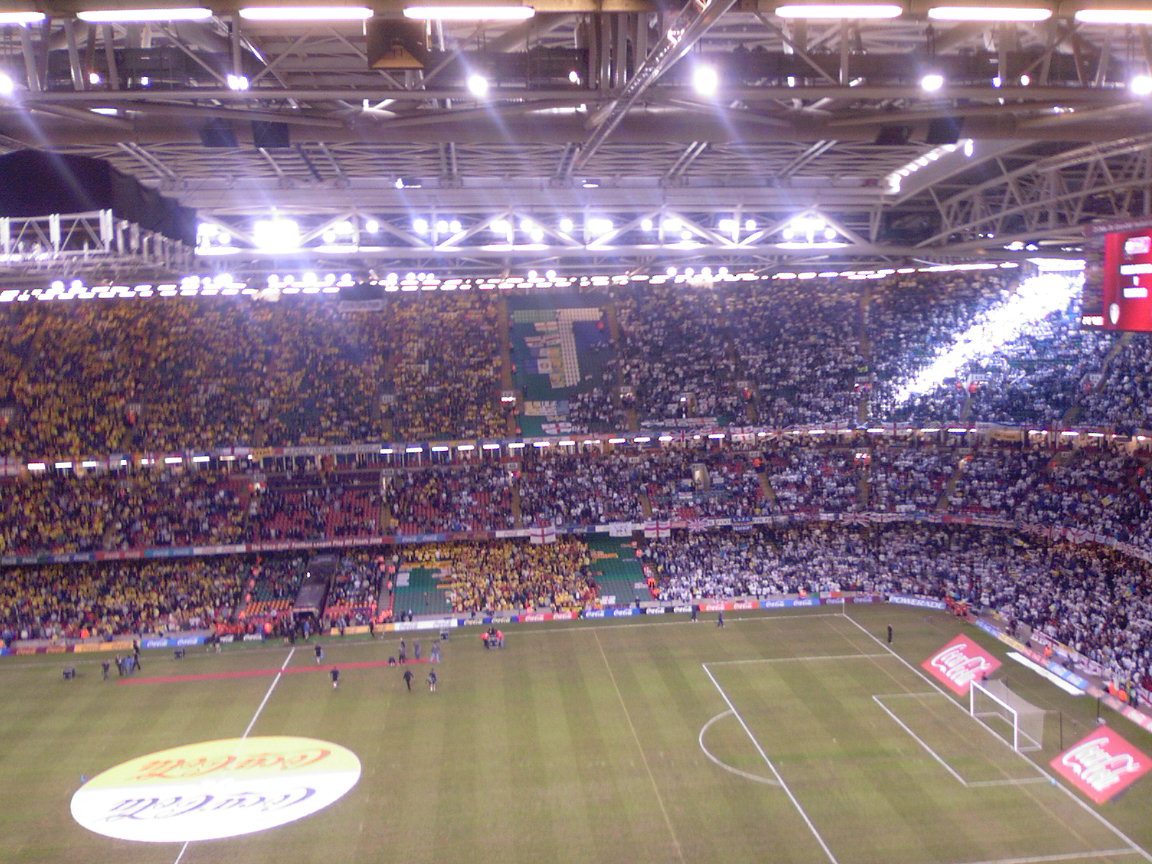
Chiến thắng trận play-off vào năm 2006 trước Leeds United để thăng hạng Premier League.

| Danh hiệu                       | Danh hiệu            | Mùa giải         |
| ------------------------------- | -------------------- | ---------------- |
| Football League First Division  | Á quân               | 1982–83          |
| Football League Second Division | Á quân               | 1981–82, 2014-15 |
| Football League Second Division | Chiến thắng Play-off | 1998–99          |
| Football League Championship    | Á quân               | 2014–15          |
| Football League Championship    | Chiến thắng Play-off | 2005–06          |
| Football League Championship    | Á quân Play-off      | 2012–13          |
| Football League Third Division  | Vô địch              | 1968–69, 1997–98 |
| Football League Third Division  | Á quân               | 1978–79          |
| Football League Fourth Division | Vô địch              | 1977–78          |
| Southern Football League        | Vô địch              | 1914–15          |
| Southern Football League        | Á quân               | 1919–20          |
| Cúp FA                          | Á quân               | 1983–84          |